# Irakli Alassania
Pour les articles homonymes, voir Alassania.
Irakli Alassania (en géorgien : ირაკლი ალასანია), né le 21 décembre 1973, est un homme politique et diplomate géorgien, ministre de la Défense du 25 octobre 2012 jusqu'au 4 novembre 2014.

## Biographie
Président du gouvernement de la République autonome d'Abkhazie en exil, de septembre 2004 à mars 2006, il occupe ensuite la fonction de représentant permanent de la Géorgie auprès de l'ONU à New York jusqu'à sa démission en décembre 2008. Devenu un opposant au président Mikheil Saakachvili, il crée en 2009 un nouveau parti Notre Géorgie - Démocrates libres qui rejoint en 2012 la coalition Rêve géorgien qui remporte les élections du 1er octobre. 
Le nouveau Premier ministre Bidzina Ivanichvili le fait alors entrer dans son gouvernement comme ministre de la Défense. À ce titre, il intensifie la coopération militaire avec les pays de l'OTAN et de l'Union européenne, notamment avec la France. 
Le 4 novembre 2014, à la suite d'un différend politique avec le successeur de Bidzina Ivanichvili, Irakli Garibachvili, il quitte le gouvernement et entraîne les députés de Notre Géorgie - Démocrates libres dans l'opposition.
Le 10 octobre, deux jours après le du premier tour des élections législatives géorgiennes de 2016, il annonce son retrait provisoire de la vie politique, du fait du fait résultat de son parti qui obtint 4,61 % des suffrages exprimés lors de l'annonce des résultats provisoires  (ne franchissant pas le seuil de 5 % pour obtenir des députés au scrutin proportionnel), et se retire du second tour pour le siège de député élu au scrutin majoritaire à Gori pour lequel il était sélectionné, laissant le champ libre au représentant du Rêve géorgien, Ioseb Makrakhidze.